# (541) Дебора
(541) Дебора (нем. Deborah) — астероид главного пояса, который принадлежит к спектральному классу B. Он был открыт 4 августа 1904 года немецким астрономом Максом Вольфом в Обсерватории Хайдельберг-Кёнигштуль и назван в честь Деворы, библейского пророка из Книги Судей. Большая полуось астероида располагается непосредственно в щелях Кирквуда.